# Enrico Cardoso Nazaré
Enrico Cardoso Nazaré, noto anche semplicemente come Enrico (Belo Horizonte, 4 maggio 1984), è un ex calciatore brasiliano, di ruolo centrocampista.

## Carriera
Nel 2004 debutta tra le file dell'Atlético Mineiro, ma un anno più tardi si trasferisce all'Ipatinga dove vince un campionato Mineiro. Il 29 giugno 2006 gli svedesi del Djurgården, che pochi mesi prima avevano già acquistato dall'Atlético Mineiro l'amico ed ex compagno di squadra Thiago Quirino, annunciano il suo ingaggio per tre anni e mezzo.
Nel 2009 torna in patria per indossare la maglia del Vasco da Gama, club che nel frattempo era sceso nella Série B del Campeonato Brasileiro ma che ha conquistato il ritorno matematico nella massima serie con una vittoria al Maracanã. Enrico vive poi la stagione 2010 in prestito al Coritiba, squadra che anche in questo caso finisce per vincere il campionato. Terminato il prestito, nel 2011 rientra al Vasco da Gama, stavolta in Série A, e vince la Coppa del Brasile, per essere poi girato in prestito al Ceará. Nel 2012 gioca, sempre in prestito, al Ponte Preta.
Nell'estate 2014 vola in Grecia, per iniziare la stagione all'Apollon Smyrnis e finirla all'Iraklis Psachna, formazioni militanti entrambe nel secondo campionato nazionale greco.
Terminata la parentesi ellenica fa ritorno in Svezia, paese in cui sceglie di stabilirsi definitivamente insieme alla fidanzata, conosciuta ai tempi del Djurgården. Dopo aver ottenuto un permesso di soggiorno, gioca le ultime partite del campionato 2015 all'Huddinge, in terza serie, stesso campionato in cui milita nell'anno seguente con l'Enskede.
Nell'aprile 2018, insieme agli ex Djurgården Andreas Johansson e Kenneth Høie, firma per l'FC Sampierdarenese, piccola squadra di Stoccolma di ispirazione italiana, militante inizialmente nella nona serie del calcio svedese e poi nell'ottava, a seguito della promozione arrivata al termine del suo primo anno.

## Palmarès

### Competizioni statali
- Campionato Mineiro: 1

Ipatinga: 2005
- Campionato Paranaense: 1

Coritiba: 2010

### Competizioni nazionali
- Campeonato Brasileiro Série B: 2

Vasco da Gama: 2009
Coritiba: 2010
- Coppa del Brasile: 1

Vasco da Gama: 2011